# 바르셀로나 공방전
바르셀로나 공방전은 그레이트브리튼, 합스부르크 군주국, 네덜란드 공화국의 지원을 받던 카를 대공(Archduke Charles)이 프랑스 왕국과 스페인의 지원을 받던 펠리페 5세(Philip V)와 스페인 땅을 걸고 싸운 스페인 왕위 계승 전쟁(1701년-1714년)의 마지막 전투이다.

## 서막
전쟁 초반부에 바르셀로나는 카를 대공의 군대에 의해 함락되었다. 그의 함대는 1705년 8월 22일 이 항구에 정박하여 포위된 도시에 병력을 상륙시켰다. 이 병력들은 몬주이크(Montjuïc) 요새를 함락시킨 후, 이 해의 8월 9일 이 항구를 이용해 그들의 굴종을 보여주기 위해 도시에 포격을 가하였다.

## 전투
비록 펠리페 5세에 대항하여 카를 대공을 지원하는 카탈루냐를 패퇴시켰지만, 프랑스-스페인 연합군은 1713년까지 이 도시를 재점령할 만큼 충분한 힘을 가지지 못했다. 이해의 7월 25일 도시는 부르봉 군대에 의해 포위당하였으나, 포병의 부족으로 인하여 공격은 별다른 성과를 내지 못했다. 부르봉 왕가는 20,000명의 지원군을 기다렸고, 이들은 1714년 4월에서 5월 사이에 도착하였다. 베릭 공작(Duke of Berwick)의 명령에 따라 공격이 재개되었고, 8월 30일 도시에 입성한 후, 9월 11일 부르봉 왕가는 최후의 승리자가 되었다. 이 날은 오늘날 카탈루냐의 국경일로 의식이 치러지고 있다.

## 영향
전쟁은 대공을 지지하던 군대가 프랑스-스페인 연합군에 항복하면서 1714년에 종결되었고 이는 2세기에 걸친 카탈루냐의 자치권에 대한 억압을 상징하였다. 도시의 수비병들은 오늘날 대광장으로서 카탈루냐인들이 9월 11일이면 모이는 포사데레스모레레스(Fossar de les Moreres)의 공동묘지에 매장되었다.